# منوچهر
مَنوچِهْرْ (به اوستایی: 𐬨𐬀𐬥𐬎𐬱𐬗𐬌𐬚𐬭𐬀 ت.ت. 'مَنوشچیترَ'؛ به پارسی میانه: ت.ت. 'مَنوچیهْرْ') یکی از پادشاهان پیشدادی است. او از تبار فریدون است و به کین‌خواهی نیای خویش ایرج، سلم و تور را می‌کُشد. پس از آنکه منوچهر پادشاه پیشدادی توسط افراسیاب در تبرستان محاصره شد، بر سر صلح توافق کردند و منوچهر پیشنهاد داد که تورانیان زمینی به اندازه پرتاب یک تیر به او بازگردانند و افراسیاب نیز پذیرفت. فرشته اسپندارمذ به منوچهر دستور داد تا تیر و کمانی مخصوصی از چوب و آهن و پر شاهین آماده کند. به آرش که تیرانداز ماهری بود دستور شلیک داده شد. به گفته ابوریحان بیرونی، آرش خود را برهنه نشان داد و گفت: «اینک! بدن من عاری از هر گونه زخم یا بیماری است. اما بعد از این تیراندازی من نابود خواهم شد.» در سپیده دم شلیک کرد و بلافاصله تکه‌تکه شد. تیر از جایی در تبرستان، در کوهستان رویان یا دژ آمل یا قله دماوند یا ساری پرتاب شد. خداوند به باد فرمان داد تا تیر را تا نواحی دورافتاده خراسان بردارد و بدین ترتیب مرز میان پادشاهی ایران و توران آشکار شد. تیر تا رود بلخ یا تخارستان یا به گفتهٔ ابوریحان بیرونی جایی بین تبرستان و فرغانه برفت و فرود آمد.

## ریشه نام
نگارش اوستایی این نام manushcithra و نگارش پهلوی آن manuschihr است که در پارسی امروزی به گونهٔ «منوچهر» درآمده است. بخش چیتره از این نام در فارسی به «چهر» دگرگون گشته است که به معنای نژاد است.

## دراوستا
نام منوچهر و خاندانش ایرج تنها یک بار در اوستا در بند ۱۳۱ فروردین‌یشت یاد شده است.
«فروهر پاکدین منوچهر [پسر] اَئیریاوَ [=ایرج] را می‌ستاییم.»
نام خاندان وی اَئیریاوَ به معنای یاوری کنندهٔ ایرانیان آمده است. نویسهٔ نام او منوش چیتر یعنی از نژاد و پشت مَنوش است و همچنین مَه‌ائیوچیترَه نیز آمده که به معنای از نژاد مینوئی، آسمانی، روحانی است.

## منوچهر درادبیات پهلوی
در نوشته‌های پهلوی، منوچهر از نوادگان دختری فریدون به‌شمار می‌آید. برخی از نوشته‌ها (دینکرد و زاد اسپرم) پیوند پدری او را به ایزد نریوسنگ می‌رسانند. منوچهر به خونخواهی ایرج، سلم و تور را می‌کشد و فره ایزدی دارد.

### دربندهشن
ایرج دو پسر به نام انستوه و وانیتار و یک دختر به نام گوزک داشت. سلم و تور ایرج و همهٔ فرزندانش را می‌کشند مگر دخترش را که فریدون پنهان کرده بود. پس از آنکه از گوزک، دختری زاده شد، گوزک نیز به دست ایشان کشته شد. فریدون تا ده نسل فرزندان آن دختر را پنهان می‌داشت تا هنگامی که منوشِ خورشید به بینی زاده شد. او از این رو خورشید به بینی خوانده می‌شد که به هنگام زاده شدن خورشید بر روی بینی‌اش افتاده بود. از پیوند منوش با خواهرش، منوش خورنر، از منوش خورنر و خواهرش منوچهر زاده شد که سلم و تور را به کین ایرج کشت. از منوچهر فریاد نوذَر و دوراسرَوْ زاده شد. چنان‌که مهوچهر پسر منوش خورنر است که منوش خور پسر منوش خورناک است که او را مادر گوزگ، دختر ایزک فرزند ترِتیَک، فرزند بتَیک فرزند فرزوشک فرزند زوشَک فرزند فِرَگوزک فرزند گوزک فرزند ایرج پسر فریدون است.
در بخش هجدهم دربارهٔ گزندی که هزاره هزاره به ایرانشهر آمد اینگونه نوشته شده است که: سدیگر هزاره آغاز شد. چون فریدون کشور را بخش کرد، آنگاه سلم و تور ایرج را کشتند. فرزندان و بازماندگان او را از میان بردند. در همان هزاره منوچهر زاده شد و کین ایرج را خواست. پس افراسیاب آمد، منوچهر را با ایرانیان به پتشخوارگر راند و به سیج و تنگی و بس مرگ نابود کرد؛ و فِرَش و نوذر، پسران منوچهر را کشت تا به پیوندی دیگر، ایرانشهر از افراسیاب بازستانده شد. زادگاه منوچهر «کوه منوش» است و منوچهر سرچشمه فرات را کنده است و یکصد و بیست سال پادشاهی کرده است.

### منوچهر دردین‌کرد
فره ایزدی از طریق مادر به سوی نوهٔ فریدون آمد. از خانوادهٔ ایرج و با ایزد نریوسنگ به سوی منوشخورنر رفت و ادامهٔ آن در تخمهٔ ایرج بود؛ و به سوی منوچهر دهبد ایران آمد و با آن کارهای شگفت بسیار کرد و سلم و تور را به کینخواهی ایرج شکست داد و فریانان انیرانی را پاسخ گوینده بود. خدایی ایران را بیاراست. ایرانشهر رافراخ گرداند و آبادان کرد و کشور ایران را بر انیران پیروز گردانید.

### گزیده‌های زادسپرم
آنجا که از نیای اشو زرتشت نام برده می‌شود، نیای بزرگ او به منوچهر می‌رسد.
از منوچهر از منوش خورنر از منوش خورنگ که نریوسنگ پیام‌آور اورمزد آورد که مادرش ویزگ دختر اریگ دخت سریتک دخت بیتک دخت فرزوشک دخت زوشک دخت فراکوزک، دخت کوزک دختر اریک پسر فریدون بود.
در گزیده‌های زادسپرم سخن از این است که افراسیاب آب را از ایرانشهر بازداشت و برای بازآوردن آب و حل این مشکل سپندارمد به شکل دوشیزه‌ای با جامه‌ای پرشکوه به خانه منوچهر داخل شد. بنابر متن‌های دیگر پهلوی، افراسیاب دلباخته سپندارمد می‌شود و از او خواستگاری می‌کند و در پاسخ سپندارمد افراسیاب را وامی‌دارد که آب را به ایرانشهر بازآورد و پس از آن به زمین فرومی‌رود.

### مینوی خرد
و از منوچهر این سودها بود که سلم و تور را به کین ایرج که نیایش بود [بکشت] و از آسیب رسانیدن به جهان بازداشت و از زمین پدشخوارگر (=مازندران) تا بن گوزگ (شاید میان گوزگان و جیحون) که افراسیاب گرفته بود، به پیمان از افراسیاب بازستد و به ملکیت ایرانشهر آورد و افزودن دریاچه کانسه (=هامون) که افراسیاب آن را پایمال کرده بود و آب را از آن روانه ساخت».

### یادگار جاماسبی
در میان پادشاهی منوچهر افراسیاب تورانی جادوگر دوازده سال پادشاهی را بستد و منوچهر و دیگر ایرانیان در کوه پدشخواگر زندانی شدند. سپس اسپندارمذ به صورت گیتی درآمد و آنان با افزار و وسایل و پشتیبانی و یاری بسیار دیگر مینوهای خوب زمین را از افراسیاب باز ستدند.

## درشاهنامه

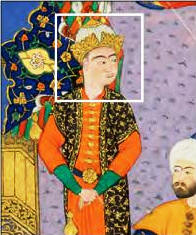
نگاره‌ای از منوچهر در شاهنامهٔ تهماسبی

در شاهنامهٔ منوچهر پسر پشنگ است. مادر منوچهر، دختر ایرج و ماه‌آفرید است منوچهر به کین پدربزرگش ایرج ،سلم و تور را در جنگ می‌کشد. در شاهنامه فردوسی، منوچهر از پادشاهان درستکاریست که پس از مرگ فریدون به پادشاهی می‌رسد. از برجسته‌ترین رویدادهای زمان پادشاهی منوچهر زاده شدن زال، داستان زال و سیمرغ، عشق زال به رودابه و زاده شدن رستم است. طهماسب، نوذر پسران منوچهر هستند.
پس از کشته شدن ایرج به دست تور، یکی از کنیزان ایرج به نام ماه‌آفرید، دختری می‌زاید که فریدون را بسیار خشنود کرد. دختر ماه‌آفرید بزرگ شد آنگاه به همسری پشنگ درآمد. از ایشان پسری زاده شد که منوچهر نام گرفت. منوچهر نورچشمی فریدون بود.
| چو بر جست و آمدش هنگام شوی |  | چو پروین شدش روی و چون مشک موی |
| نیا نامزد کرد شویش پشنگ    |  | بدو داد و چندی برآمد درنگ      |
| یکی پور زاد آن هنرمند ماه  |  | چگونه سزاوار تخت و کلاه        |

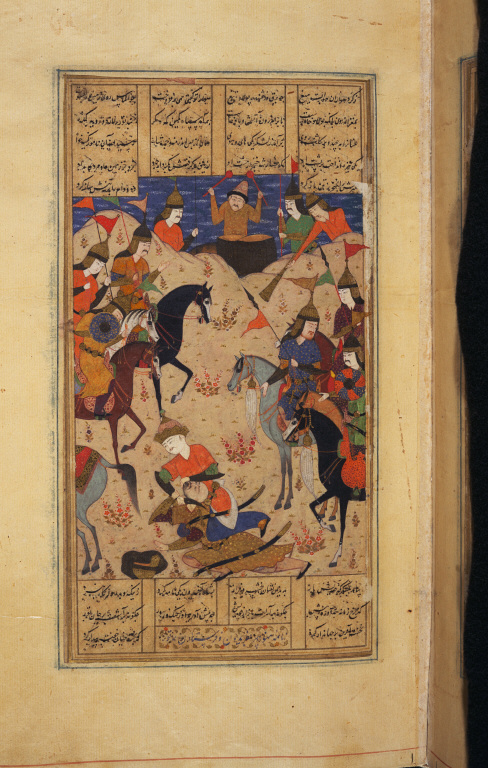
نگاره‌ای از کشتن تور بدست منوچهر در شاهنامه

منوچهر به کین ایرج نیای خویش، به همراه پهلوانانی چون قارن (پسر کاوه آهنگر)، سام نریمان و گرشاسپ بر سپاه سلم و تور می‌تازد و نخست تور را از پای درمی‌آورد، سپس سلم را. فریدون سالخورده هنگام مرگ منوچهر را به سام وامی‌گذارد و خود جان به جان‌آفرین می‌سپارد. منوچهر صد و بیست سال پادشاهی کرد و هنگام مرگ پادشاهی را به پسر خود نوذر سپرد.

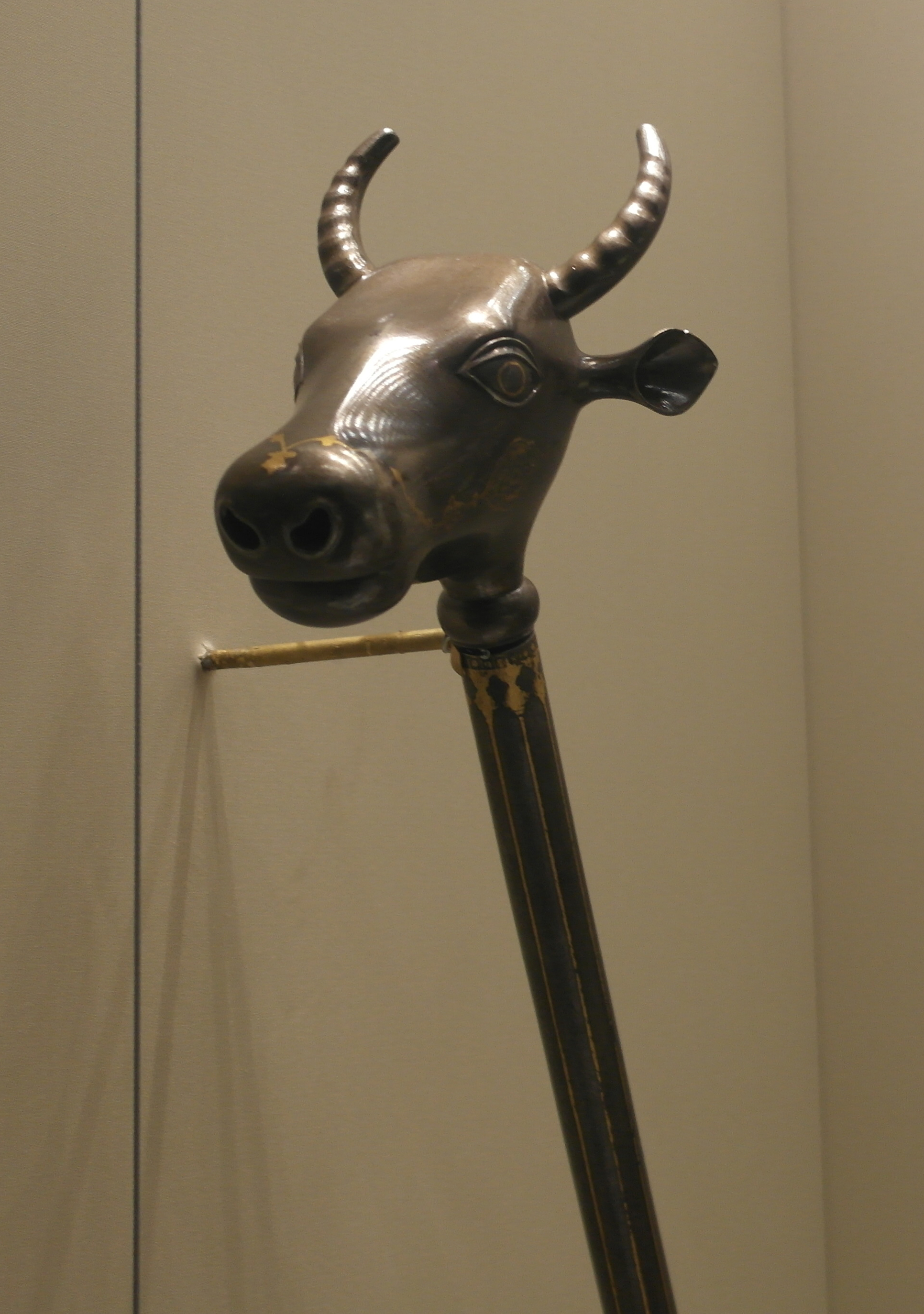
یک گرز گاوسر در موزه ارمیتاژ بخش اسلحه‌های شرقی بین قرن ۱۵ تا ۱۹ میلادی الهام گرفته شده از گرز گاوسر فریدون و منوچهر

| نبینید رویش مگر با سپاه     |  | ز پولاد بر سر نهاده کلاه   |
| ابا گُرز و با کاویانی درفش   |  | زمین کرده از سمّ اسپان بنفش |
| سپهدار چون قارن رزم‌زن       |  | چو شاپور و نستوه شمشیرزن   |
| به یک دست شیدوش جنگی به پای |  | چو شیروی شیر اوژن رهنمای   |
| چو سام نریمان و سرو یمن     |  | به پیش سپاه اندرون رای زن  |

## درکوش نامه
پس از اینکه سلم و تور با کوش پیل دندان که در آفریقا بر علیه فریدون شورش کرده بود متحد می‌شوند؛ ایرج را به قتل می‌رسانند و جهان را با کوش تقسیم می‌کنند. پس از این اتفاق منوچهر نوه ایرج به انتقام خون پدربزرگ خود لشکری بزرگ را برای جنگ با تور و سلم و کوش رهبری می‌کند. در این جنگ سلم و تور به دست منوچهر کشته می‌شوند و کوش پیل دندان نیز در نبرد تن به تن با منوچهر شکست می‌خورد و با ضربه گرز گاوسر منوچهر به شدت زخمی می‌شود.
| چو روز مصاف آمد و گاه جنگ   |  | به او بازخورد آن دلاور نهنگ |
| بدانست کآن کوش گردنکش است   |  | که در حمله مانندهٔ آتش است   |
| منوچهر را نیز بشناخت کوش    |  | که زرّینه بودش همه ساز و کوش |
| برآویختند آن دو جنگی بهم    |  | چو شیر ژیان و چو پیل دژم    |
| گهی نیزه و گاه خنجر زدند    |  | یکی بر سر و گاه بر بر زدند  |
| ز شاهان رنجور بگسست دَم      |  | وز اسبان جنگی بپالود نم     |
| کشیدند از آن پس سوی گُرز دست |  | ز زخم گران هر دو گشتند مست  |
| برآورد گُرز گران کوش گو      |  | بزد بر سر و مغفر شاه نو     |
| سلیحش گران بود و رنجور شد   |  | چو کوش از برش اندکی دور شد  |
| بغرّید چون تندر اندر بهار    |  | بزد بر سرش گُرزهٔ گاوسار      |
| از اسب اندر افتاد کوش سترگ  |  | بجست از برش همچو پوینده گرگ |

## در نوشته‌های پس از اسلام

### تاریخ طبری

#### تبار منوچهر
طبری منوچهر را از پشت ایرج پسر افریدون می‌داند. دو خوانش از تبار منوچهر می‌نویسد. در خوانش نخست منوچهر پسر کیارد پسر منشخوریز پسر منشخواربغ پسر ویرک پسر سروشنگ پسر ایرک پسر بتک پسر فروشک پسر زشک پسر فرکوزک پسر کوزک پسر ایرج پسر افریدون.
در خوانش دوم، فریدون با کوشک دختر ایرج می‌خوابد و دختشان فرکوشک زاده می‌شود. فریدون با نوادگان دختری تا چند پشت پی در پی پیوند می‌گیرد: زوشک، فرزوشک، بیتک، ایرک، ایزک، ویرک، تا پسری به نام منشخواربغ و دختری به نام مسحرک زاده می‌شود. از پیوند منشخواربغ و مسحرک، پسری به نام منشخرنر و دختری به نام منشراروک زاده می‌شود و از پیوند این دو، منوچهر زاده می‌شود.
منوچهر در دنباوند یا در ری زاده می‌شود و پدر مادرش او را از سلوم و طوج (تور) نهان کرده‌اند.

#### پادشاهی منوچهر

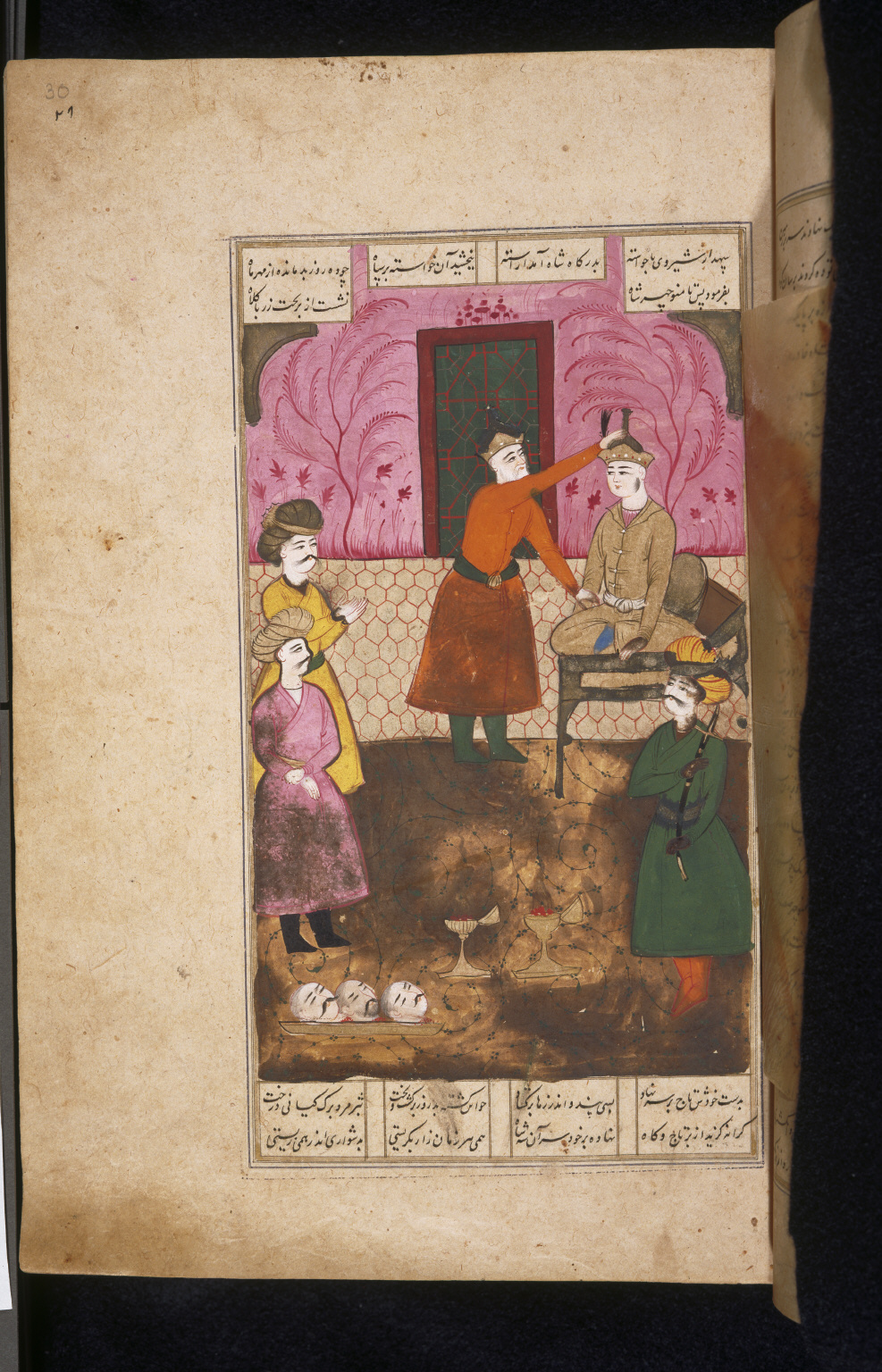
نگاره‌ای از تاجگذاری منوچهر در شاهنامه

منوچهر پس از بزرگ شدن به پیش نیای خود افریدون رفته و افریدون تاج پادشاهی ایرج و سرزمین او را به منوچهر می‌دهد. منوچهر صد و بیست سال پادشاهی می‌کند تا نوادهٔ تورج تورانی بر او تاخت و تا دوازده سال شکست خورده بود. منوچهر او را از سرزمین خود می‌راند و ۲۷ سال دیگر پادشاهی می‌کند. منوچهر دادگر و نیکوکار است. نخستین کسی است که رسم دهقانی پدیدمی‌آورد و برای هر دهکده دهقانی می‌گمارد.
به خوانخواهی نیای خود ایرج جنگاوری پیشه می‌کند و طوج و سلم را می‌کشد و بازمی‌گردد. پس از شصت سال افراسیاب که از نوادگان طوج است به جنگ منوچهر می‌آید و در طبرستان او را محاصره می‌کند. افراسیاب و منوچهر صلح می‌کنند و مرزبندی را بر سر جای فرود آمد تیر یکی از مردان منوچهر به نام آرش شیواتیر می‌گذارند. تیر وی با نیروی بسیار از تبرستان به رود بلخ می‌رسد.

### تاریخ بلعمی
چون برادران ایرج را بکشتند، فریدون گفت: خدایا مرا مرگ مده تا از فرزندان ایرج کسی را ببینم که کین ایرج از برادران بستاند. فریدون گوشک دختر ایرج را به یکی از پسران دیگرش می‌دهد و ازیشان دختری آمد روشنک نام و ازین دختری آمد نامش اترک بود. پس این اترک را پسری آمد و این پسر با خواهر خود ببود و منوچهر آمد و دیگر گویند که آفریدون با دختر ایرج ببود و منوچهر آمد.
بلعمی نوچهر را پادشاهی بزرگوار می‌داند که پهنای پادشاهی‌اش تا شام و حجاز یمن و مغرب بجز مصر کشیده شده بود. منوچهر پادشاهی با عدل و داد و تدبیر و رای خوانده شده که با شاهان ترک و مشرق جنگ‌ها کرده است.
در جای دیگر ج ۱ ص ۲۵۲ تاریخ بلعمی کشته شدن ایرج را پس از درگذشت افریدون ذکر می‌کند. نسب منوچهر را بن میشحون بن شروسک بن اترک بن یمک بن فرشک بن پشنگ بن فرزگورک بن کودک بن ایرج بن فریدون می‌داند. بلعمی خود به اختلاف میان دانشمندان عجم دربارهٔ نسب منوچهر و حلال بودن ازدواج دختر و خواهر نزد ایشان اشاره می‌کند.
منوچهر نخستین کسی است که دستور می‌دهد گرداگرد شهر کنده کنند.

### تاریخ ثعالبی
پس از کشته شدن ایرج، در هنگام برپایی سوگ او، همسرش ماه‌آفرید که از او باردار بود، فرزندی زایید که به فریدون از همه کس مانندتر بود. فریدون ازین همانندی خوشدل شد و نام منوچهر را بر او نهاد. فریدون به او مهر بست و در پرورش نیکوی او همت گماشت. منوچهر نیک پرورده و ادب آموخته و بلند بالا شد و فره ایزدی و خوی شاهی در او آشکار گشت. فریدون او را ولی عهد خویش می‌کند و افسر و اورنگ شاهی و کلید گنج‌ها را به او می‌سپارد و به او دستور می‌دهد برای خونخواهی ایرج به جنگ با سلم و تور برود. قارن فرزند کاوه سپهسالار لشکر منوچهر شد و منوچهر سپاهی گردآورد و خواربار فراهم آورد. چون سلم و تور ازین آگاه شدند، هراسان شده و در آذربایجان گرد آمدند. پس از رایزنی، نامه و پیشکشهایی به افریدون برای پوزش با دو فرستاده گسیل داشتند. افریدون بر تخت زرین نشسته بود و منوچهر در دست راست او تاج بر سر نهاد بود. افریدون پوزش و پیشکش آنها را نمی‌پذیرد و می‌گوید درنگ او در مجازات کار زشت آنها تنها برای آن بوده که منوچهر به سال‌های مردانگی برسد و خود به خونخواهی پدر برخیزد. فریدون فرستادگان را خلعت می‌پوشاند و بازمی‌گرداند. فرستادگان به سلم و تور پیام فریدون را رساندند و منوچهر را جوانی زیباروی و برومند و فرمانروایی نیرومند یاد کردند که فریدون برای جنگ و برانداختنشان از بیخ و بن گسیل خواهد داشت. سلم و تور رویارویی با منوچهر پیش از آنکه این شیربچه ستگر گردد را پیش می‌گیرند. فریدون سپاه منوچهر را با دعای پیروزی و نفرین بر سلم و تور و درفش کاویانی و بسیجی از فرماندهان و مال و نیرو و پیل‌ها روانه می‌دارد. در روز نبرد، با تیر و نیزه و شمشیر و گرز بی‌شمار کشته شدند و شکست دو برادر نزدیک بود. برادران پس از آنکه دانستند تاب مقاومت ندارند بر آن شدند که در شب آینده شبیخون شوند و فردا روز بیرون نیایند. این خبر را کارآگاهان به منوچهر رسانیدند. منوچهر لشگریان را به قارن می‌سپارد و خود در کمینگاهی پنهان می‌شود. در پاسی از شب تور به لشکر منوچهر می‌تازد و در می‌یابد که قارن آماده جنگ است. آنگاه که از روبرو لشکر تور با قارن در نبرد بودند، منوچهر از پیش با آنها جنگید. تور هزیمت یافت، منوچهر بان نیزه بر او نواخت با شمشیرش کارش را ساخت و سرش را برید. سر بریده و کبوتر نامه بری نزد افریدون فرستاد. فریدون از سویی دلخوش و از سویی غمگین بود. گریست و دستانش می‌لرزید. سلم درمانده شده بود و مهلتی خواست تا به سوگ برادر نشیند. اما در نهان بر آن شد که آهنگ دژ خویش کند تا در جزیرهٔ دریای لان تدارکات ببیند. قارن منوچهر را از قصد سلم بر پناه بردن به دژ آگاه می‌کند و پیشنهاد می‌دهد پیش دستی کنند و دژ را بگیرند و راه را بر او ببندند.
افراسیاب در اواخر زندگی منوچهر جنگ با ایران را برای خونخواهی نیای خود، تور آغاز می‌کند.

### تاریخ طبرستان و رویان و مازندران
به نقل از ظهیرالدین مرعشی، تخت‌گاه منوچهر در رویان بوده است. منوچهر رودخانه موز را به دریای آبسِکون وصل کرد و آن منطقه را سی‌سنگان نام نهاد.

## پایتخت منوچهر در شاهنامه
فریدون جنیدی ادیب و فرهنگ‌شناس، بنابر شاهنامه فردوسی، پایتخت منوچهر را در آمل تبرستان دانسته و چنین می‌افزاید: پس از فریدون نیز به هنگام فرمانروایی منوچهر (نژاد مانوش) باشندگان کوهستان‌های پیرامون دماوند پایتخت، اندکی از جایگاه خویش (در زمان فریدون در کوس واقع در طبرستان بود) به سوی خراسان به پیش می‌رود و در شهر آمل پای می‌گیرد! آنجا که سام نریمان برای نبرد با مهراب کابل خدای بسوی نیمروزان، سپه می‌راند، فرزندش زال به پذیره او می‌رود و در میان سخنان می‌گوید:
| به ارّه تنم را بدو نیم کن |  | ز کابل مپیمای با من سَخُن |

و سام در نامه‌ای که به منوچهر می‌نویسد، از این داستان چنین یاد می‌کند:
| مرا گفت بر دار آمل کنی |  | از آن به که آهنگ کابل کنی |

و این گفتار چنان می‌نماید که بدان هنگام آمل پایتخت ایران بوده است. صادق کیا نیز ضمن پژوهشی بر شاهنامه، پایتخت فریدون و منوچهر را طبرستان (آمل و ساری و تمیشه) دانسته است.
در شاهنامه منوچهر پسرش نوذر را به نزد سام نریمان فرمانده لشکر ایران می‌فرستد و نوذر به سام پیام می‌دهد که به سوی بارگاه منوچهر برود و نوذر می‌پذیرد و با لشکر ایران به سوی بارگاه می‌رود و منوچهر که از آمدن سام و نوذر به بارگاه مطلع می‌شود دیهم شاهنشهی را می‌آراید و از ساری و آمل خروش بر می‌آید. سام نریمان به نزد منوچهر می‌آید؛ بنابراین ابیات تختگاه منوچهر ساری یا آمل طبرستان بوده است.
| سوی بارگاه منوچهر شاه        |  | به فرمان او برگرفتند راه     |
| منوچهر چون یافت زو آگهی      |  | بیاراست دیهیم شاهنشهی        |
| ز ساری و آمل برآمد خروش      |  | چو دریای سبز اندر آمد به جوش |
| ببستند آئین ژوپین وران       |  | برفتند با خشتهای گران        |
| سپاهی که از کوه تا کوه مرد   |  | سپر در سپر ساخته سرخ و زرد   |
| ابا کوس و با نای روئین و سنج |  | ابا تازی اسپان و پیلان و گنج |
| ازین گونه لشکر پذیره شدند    |  | بسی با درفش و تبیره شدند     |
| چو آمد به نزدیکی بارگاه      |  | پیاده شد و راه بگشاد شاه     |
| چو شاه جهاندار بگشاد روی     |  | زمین را ببوسید و شد پیش اوی  |
| منوچهر برخاست از تخت عاج     |  | ز یاقوت رخشنده بر سرش تاج    |

## همانندی با اساطیرهای آریایی
ژاله آموزگار دربارهٔ منوچهر اینگونه می‌نویسد: «التقاطی از بن‌مایهٔ نخستین انسان هندی، منو و نیای ایرانیان را در او می‌توان دید، چون از نام او بر می‌آید که او نژاد منو دارد. در اسطوره‌های هندی، پس از آن که جمشید سرور دنیای مردگان می‌گردد، مقام نخستین انسان به منو داده می‌شود.»
احمد تفضلی در این بارهٔ می‌نویسد که در سنت‌های کهن ایرانی‌وهندی که شاید پیشینهٔ آن به دوران هندواروپایی برسد منو نخستین انسان به‌شمار می‌رفت و درآیندهٔ جای او را در تاریخ افسانه‌ای ایرانیان ناموران دیگری مانند گیومرث، مشی و مشیانه، هوشنگ و تهمورث گرفته‌اند.

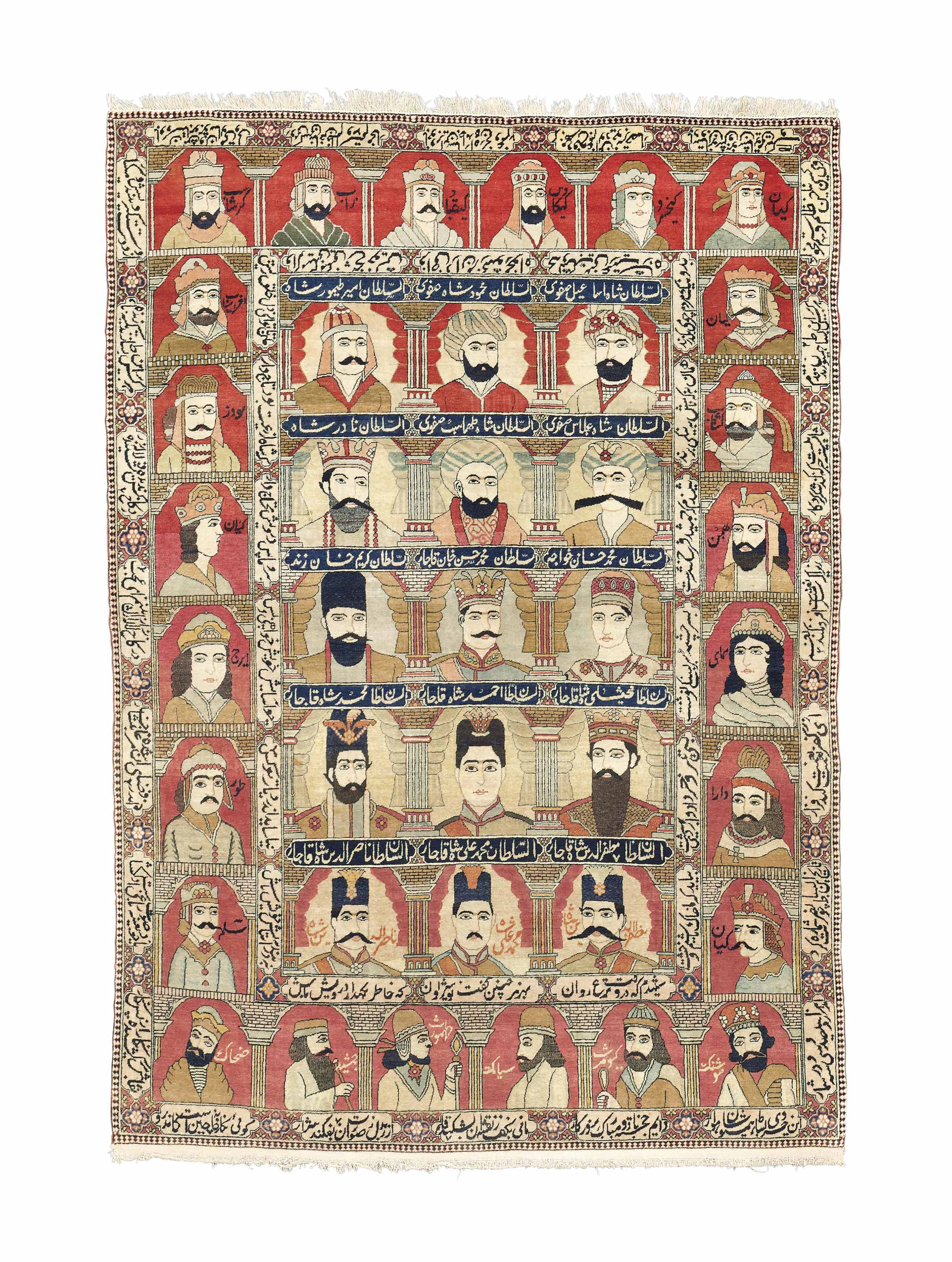
یک فرش کهن کاشانی از دورهٔ قاجاری که دور تا دور آن نقش پادشاهان اسطوره‌ای ایران قرار گرفته‌اند. در میانهٔ آن، نگارهٔ چند تن از شاهان ایران نوین جا داده شده است.